# ハイヤー

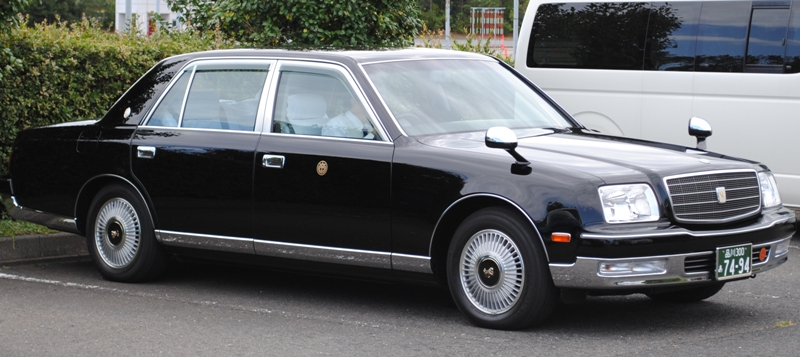
帝都自動車交通のハイヤー
（トヨタ・センチュリー）

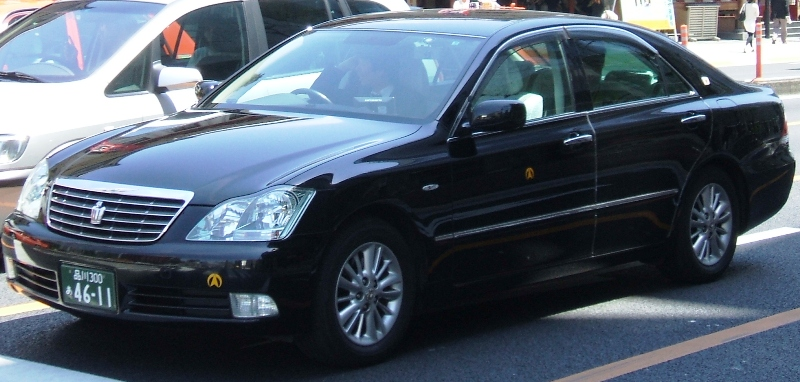
東都自動車のハイヤー
（トヨタ・クラウン）

ハイヤー（和製英語: hire）は、営業所・車庫などを拠点に利用客の要請に応じて配車に応じる自動車のことをいう。

## タクシーとハイヤーの違い

### イギリス
ハイヤーとは、英語ではchauffeur（ショーファー、お抱え運転手）と呼ばれる。ハイヤーというよび方が古くからあるよび方で、タクシーメーターで運賃計測されるようになりタクシーともよばれるようになった。
また、後述の日本のハイヤーに近い業態として一般に『ミニキャブ（minicabs）』とも呼ばれるプライベート・ハイヤー（Private Hire）があり、事前の予約によって乗車できるのは日本と同様だが、ハイヤーに近いだけであくまでタクシーなので事業者の営業拠点に出向けば乗車できるという違いがある（ただし、流し営業はできない）。

### 日本
法令
道路運送法には、ハイヤーを定義する条文は特に存在せず、ハイヤーはタクシーの一種として位置づけられている。総称して、「ハイタク事業」とも呼ばれている。
タクシー業務適正化特別措置法にて、「この法令の記述で用いる用語」として以下の記述がされている。
第2条1号
この法律で「タクシー」とは、一般乗用旅客自動車運送事業（道路運送法（昭和26年法律第183号）第3条第1号ハの一般乗用旅客自動車運送事業をいう。以下同じ）を経営する者がその事業の用に供する自動車でハイヤー以外のものをいう。
第2条2号
この法律で「ハイヤー」とは、一般乗用旅客自動車運送事業を経営する者がその事業の用に供する自動車で当該自動車による運送の引受けが営業所のみにおいて行なわれるものをいう。
行政
タクシー、ハイヤーは自由に開業できず、行政によって「事業の許認可」が必要となる。この許認可においてはタクシー事業とハイヤー事業の間での相違はない。ハイヤーには「その他ハイヤー」と「都市型ハイヤー」の2種類があるが、
- 「その他ハイヤー」は「タクシー」と認可枠を相互に転換できるが、「都市型ハイヤー」は「その他ハイヤー」や「タクシー」からは片道でしか転換できない。
- 「その他ハイヤー」は「タクシー」同様「特定地域」あるいは「準特定地域」に分類される地域では増車に制限があるが、「都市型ハイヤー」にはない（逆にいえば、それらでない地域ではわざわざ「都市型ハイヤー」にする必要がないので基本的に「その他ハイヤー」のみとなる）。
- 「その他ハイヤー」は用途に制限がないが、「都市型ハイヤー」は2時間以上の時間単位での専属契約に限られる。

などといった違いがある。
一般
タクシー業務適正化特別措置法での区分は英国での2種あるタクシー区分と同等のものである。これにより、『「タクシー」が駅前等の指定乗り場、無線による配車、街中の「流し」によって利用されるものであるのに対し、「ハイヤー」は営業所等を拠点に予約のうえで利用される』と広く一般に解釈されている。
料金
旅客と事業者との間の運送契約は、「タクシー」については「乗車」から「降車」までで終了するのが基本であり、課金区間も、基本的には「乗車地」から「降車地」までである。旅客が電話等で配車依頼をした場合は事業者が依頼を受けたときから運送契約が始まるため配車料金が発生する場合があるが、原則として降車より後の料金が発生することはない。これに対し、「ハイヤー」は一営業ごとに「出庫」→「乗車」→「降車」→「帰庫」という動きがあり、この全区間が運送契約・課金の対象となる。旅客が乗車中の区間だけではなく、その前後の区間も課金対象となる（料率は異なる場合がある）のがハイヤー料金の特徴であり、この点がタクシー料金と大きく異なる。なお、一営業ごとに「出庫」→「乗車」→「降車」→「帰庫」という動きをし、その全区間が課金対象となるという点は、「貸切バス」と同様である。
その他
車両にも特徴があり、自動車メーカー各社の高級車が用いられるため、必然的に車型はセダンあるいはミニバン、車格はタクシーでいう「中型」以上となる。車体色は主に黒塗りで、屋根上の行灯、（見やすい位置には）タクシーメーター、窓の運賃表示が（貸切扱いになるので）ない。
ただし、関西方面では合理化のため、黒塗りタクシーの行灯を外し、料金メーターや社員証などに覆いをかけてハイヤー業務に使う会社も多い。そのため、ハイヤー専属が少なく、黒塗りタクシーが大阪では8割であり、前述の様にハイ・タク兼用車となっている。
この他、主流では無いが、車型にはワンボックスカーやミニバン、車体色には白やシルバーも存在する。また、数は少ないが、差別化のために、車体の後部座席部分を拡張し、TVモニターやサラウンドオーディオシステム、シャンパンクーラーなどを装備したリムジンもある。
地方ではタクシー全般のことを「ハイヤー」と称することがあり、社名も「○○ハイヤー」としているタクシー会社が多く存在する。中でも北海道ではタクシー車両を、予約や配車依頼されている車両については「ハイヤー」、予約などをせずに一般利用されている車両については「タクシー」と、車両の利用形態に応じて呼び分けることもある。